# Klimt 1918
Klimt 1918 — итальянская инди/альтернативная рок-группа, образованная в 1999 году.

## История
Группа основана в 1999 году братьями Марко (Marco Soellner) и Паоло Соэллнерами (Paolo Soellner) после распада их прежней группы Another Day (дэт-метал). При написании песен Марко находился под влиянием таких групп как The Cure, Bauhaus и Joy Division.
Демо-альбом Secession Makes Post-Modern Music (англ.) был записан благодаря усилиям близкого друга коллектива Джузеппе Орландо (Giuseppe Orlando) — барабанщика группы Novembre и получил хорошие отзывы со стороны прессы. Тогда группа была замечена новым независимым лейблом My Kingdom Music, с которым группа подписала контракт на два релиза.
Их полный альбом Undressed Momento (англ.) вышел в 2003 году. Во время записи этого альбома группу покинул гитарист Франческо Тамбэйрло (Francesco Tumbarello), которого заменил Алессандро Пайс (Alessandro Pace), хорошо известный на андерграунд-метал-сцене Рима и долгое время друживший с членами группы.
В Undressed Momento прослеживалось изменение звучания Klimt 1918, ставшего более мелодичным и эмоциональным, теряя свою метал-составляющую. Альбом получил положительную оценку рецензаторов по всей Европе и достиг первого места в Orkus' Top Chart.
Спустя год, группа подписала контракт с известным немецким лейблом Prophecy Productions, после чего начала записывать новый альбом, который получил название Dopoguerra (англ.) и был выпущен в 2005 году.
Альбом Dopoguerra отметился более зрелым и индивидуальным звуком. Новый альбом также был высоко оценён критиками и прессой. В поддержку альбома стартовал тур по Европе, первый для группы.
Между сентябрём и октябрём 2006 года гитарист Алессандро Пайс (Alessandro Pace) оставил группу и был заменён Франческо Конте (Francesco Conte), дебютировавшим с группой на «Prophecy Productions' 10 Years Festival».
Следующий альбом Just In Case We’ll Never Meet Again (англ.) был выпущен в Германии 20 июня 2008 года, во всём остальном мире — 23 июня, в США — 24-го.
С этим альбомом звучание группы ещё более облегчилось и плотнее придвинулось к инди-року и шугейзингу.
В апреле 2009 года группа выпустила клип к песне Ghost Of A Tape Listener, а также виниловый релиз Just In Case We’ll Never Meet Again  и Ghost Of A Tape Listener EP, в который вошла ранее не опубликованная ни в одном из альбомов песня «Blackeberg 1981».
В 2016 году группа выпустила альбом, который называется «The Sentimentale Jugend».

## Стиль
В первых двух альбомах звук Klimt 1918 можно описать как альтернативный рок с корнями авангардного метала и включениями дарквейва. Весьма заметно влияние построка. Как результат — мелодичный и меланхоличный рок, сочетающий шугейзподобные гитарные рифы с построк-атмосферой.
Однако их последние альбомы сдвинулись очень близко к инди-року, акцентируя внимание на шугейзинге и построке, оставляя полностью их прежнее метал-звучание.
Klimt 1918 исполняют песни на английском языке, однако названия нескольких их песен на родном для них итальянском, также в некоторых песнях можно услышать куплеты на итальянском языке.

## Название
Название «Klimt 1918» является отсылкой к Густаву Климту и дате его смерти. Согласно Марко Соэллнеру (Marco Soellner), музыканты Klimt 1918 стараются показать те же самые настроения деконтекстуализации и постмодернизма как в творчестве Климта.
По словам Марко, 1918 год у него ассоциируется c окончательным крахом так называемой «прекрасной эпохи» и переходом к XX столетию.
Название также может быть данью Bauhaus, который первоначально называли «Bauhaus 1919».

## Участники
- Marco Soellner — вокал, гитара
- Francesco Conte — гитара
- Davide Pesola — бас-гитара
- Paolo Soellner — ударные

## Бывшие участники
- Alessandro Pace (2002 - 2006) — гитара
- Francesco Tumbarello (2000 - 2003) — гитара

## Дискография
- Secession Makes Post-Modern Music (англ.) (Демо, 2000)
- Undressed Momento (англ.) (My Kingdom Music, 2003)
- Dopoguerra (англ.) (Prophecy Productions, 2005)[3][4]
- Just In Case We'll Never Meet Again (англ.) (Prophecy Productions, Июнь 2008)[5]
- Ghost Of A Tape Listener EP (Prophecy Productions, 2009)
- The Sentimentale Jugend (Prophecy Productions, 2016)